# Ion Barbu
Ion Barbu, pseudonimo di Dan Barbilian (Rucăr, 18 marzo 1895 – Bucarest, 11 agosto 1961), è stato un poeta e matematico rumeno.
Ha pubblicato lavori nei campi della geometria, dell'assiomatica, dell'algebra e teoria dei numeri, spesso definiti rimarchevoli per la loro originalità.

## Principali lavori
- Corso di algebra assiomatica.
- Teoria aritmetica degli ideali (in anelli non commutativi) (1956).
- Gruppi con operatori (i teoremi di decomposizione dell'algebra).

Nella poesia iniziò la sua carriera con versi di stile parnassiano, per poi arrivare ad uno stile molto più personale, riscontrabile nell'opera "Gioco secondo" (1930).